# 環境収容力
環境収容力（かんきょうしゅうようりょく、英: Carrying capacity）とは、ある環境において、そこに継続的に存在できる生物の最大量。特定の生物群集の密度（個体群密度）が飽和に達したときの個体数である。通常は、特定のタクソンに属す生物に限定して、議論・計測される。英語"carrying capacity"は、「積載容量」を意味し、そこから生態学用語として現在の意味で使われるようになった。
環境学用語としては、「環境汚染物質の収容力を指し、その環境を損なうことなく、受け入れることのできる人間の活動または汚染物質の量」として用いられる。環境学用語の意味では、「環境容量」（かんきょうようりょう）との表記や、エコスペースの概念も用いられる。
以下、主に生態学用語の環境収容力について述べる。

## 概要
ある環境下で利用できる食物・水・生息地など必要なものが制限されている中で、維持できる特定の生物の群集の大きさを、その生物にとっての環境収容力という。ヒトの群集については、公衆衛生や医療のような更に複雑な変数が、必要な基盤の一部として、考慮されることがある。
環境収容力は、生物自身と環境に重要な否定的影響が無く支えることができる個体数である。個体数を平衡に保つ要因は、制御要因として知られている。環境収容力は、生物種によって異なり、また利用できる食物・水供給源・生息地などを含む環境要因の変動よっても変化する。
"Carrying capacity"の起源は、海運で貨物輸送能力を記述するための用法にあり、最近の研究で米国国務長官による上院への報告書(1845年)で最初に使用されたことが明らかになっている。